# جورج بیل
جورج بیل (انگلیسی: George Beel; ۲۶ فوریهٔ ۱۹۰۰ – ۳۰ دسامبر ۱۹۸۰) بازیکن فوتبال اهل بریتانیا بود.
از باشگاه‌هایی که در آن بازی کرده‌است می‌توان به باشگاه فوتبال تانبریج ولز، باشگاه فوتبال لینکولن سیتی، باشگاه فوتبال چسترفیلد، باشگاه فوتبال روچدیل، باشگاه فوتبال مرثر تاون، و باشگاه فوتبال برنلی اشاره کرد.